# Łupek kwarcowo-serycytowy

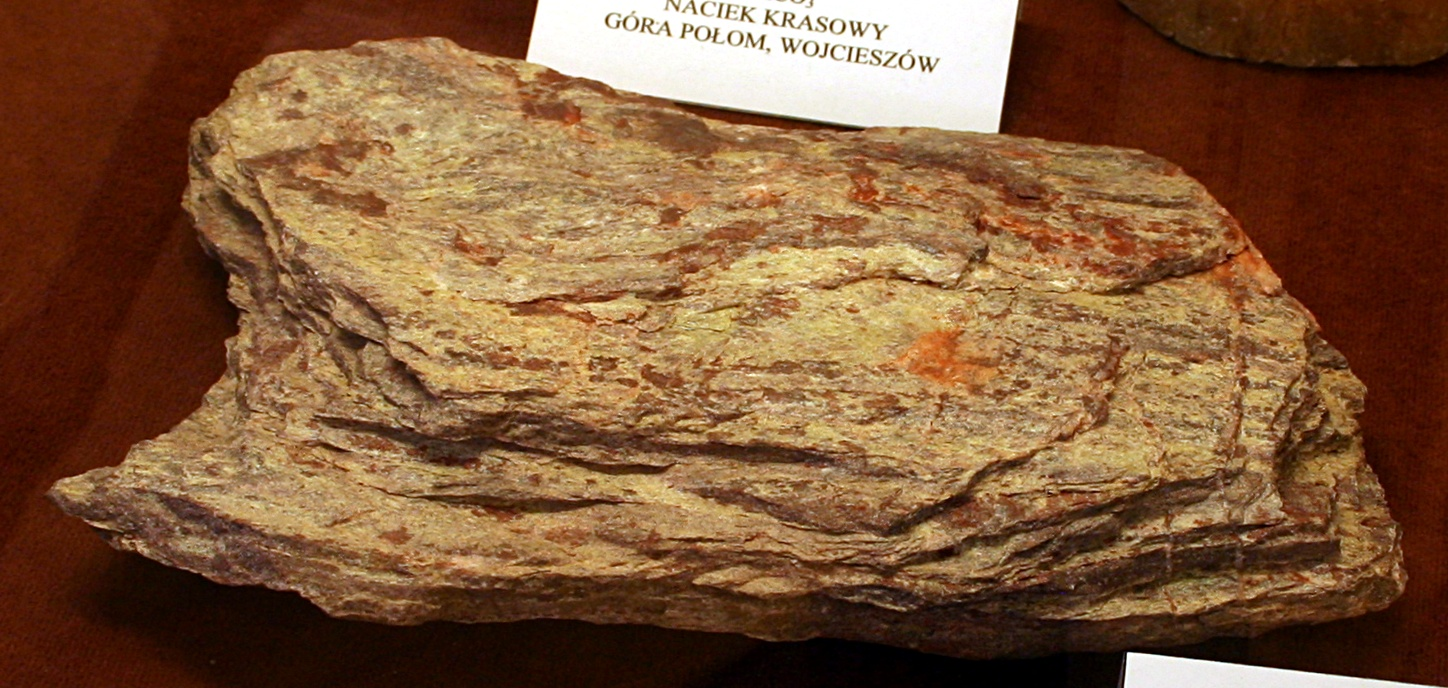
Łupek kwarcowo-serycytowy z góry Połom, w Wojcieszowie

Łupek kwarcowo-serycytowy – skała metamorficzna, z licznymi drobnymi żyłkami kwarcowymi o nieregularnym przebiegu.
Łupki kwarcowo-serycytowe określane są jako porfiroidy, zwane nieraz łupkami radzimowickimi lub fyllitami.
Właściwości łupków kwarcowo-serycytowych: 
- barwa: srebrzysto-biała, szaro-żółta, szaro-brązowa lub srebrzysto-zielonkawa,
- struktura: drobnoblastyczna, homeoblastyczna, granolepidoblastyczna,
- tekstura: masywna, łupkowa, bezładna,
- skład mineralny: kwarc, serycyt, skalenie, muskowit, chloryt,
- skały wyjściowe: kwaśne i obojętne wylewne skały magmowe,
- warunki metamorfizmu: metamorfizm dynamiczny.

Właściwości pochodzą od dominujących składników, jakimi są kwarc i serycyt, jednak często są maskowane przez obecność innych minerałów np. chlorytu, czasami skaleni.
Łupki kwarcowo-serycytowe zaliczane są do produktów metamorfizmu regionalnego, powstały w wyniku słabego przeobrażenia osadów tufogenicznych, klastycznych i piroklastycznych. Pod wpływem nacisku wydają charakterystyczny chrzęst. Na powierzchniach spękań łupków często spotykane są igły czarnego szerlitu – minerału z grupy krzemianów, szczególnie dobrze widoczne po zmoczeniu skały.